# Jón Jóhannesson
Jón S. Jóhannesson (* 17. Juni 1909 in Ísafjörður; † 11. September 1989) war ein isländischer Badmintonspieler.

## Karriere
Jón Jóhannesson zählt zu den Pionieren des Vereins Tennis- og Badmintonfélag Reykjavíkur, welcher 1938 gegründet wurde, und zu den Vorreitern des Badmintonsports in Island. Als größten Erfolg seiner eigenen sportlichen Karriere kann er den Gewinn der isländischen Meisterschaft im Herrendoppel 1950 für sich verbuchen.

## Sportliche Erfolge
| Saison | Veranstaltung                 | Disziplin    | Platz | Name                                 |
| ------ | ----------------------------- | ------------ | ----- | ------------------------------------ |
| 1950   | Island: Einzelmeisterschaften | Herrendoppel | 1     | Georg L. Sveinsson / Jón Jóhannesson |